# 毛奇陨石坑
毛奇陨石坑（Moltke）是月球正面位于静海西南部的一座小撞击坑，其名称取自普鲁士名将、军事家赫尔穆特·卡尔·贝恩哈特·冯·毛奇（1800年-1891年），1935年被国际天文学联合会批准接受。

## 描述

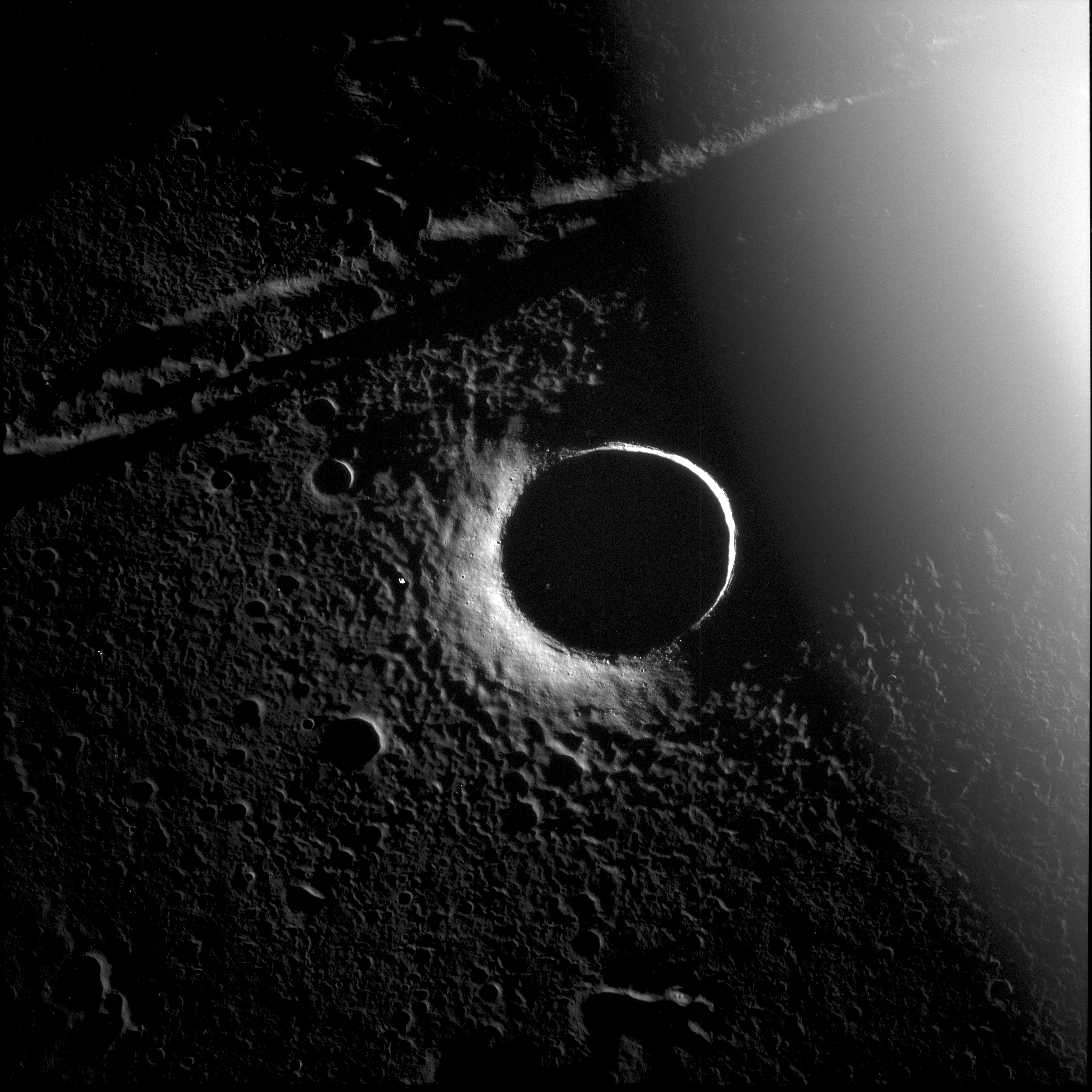
日出时的毛奇陨石坑和希帕提娅月溪，阿波罗10号拍摄。

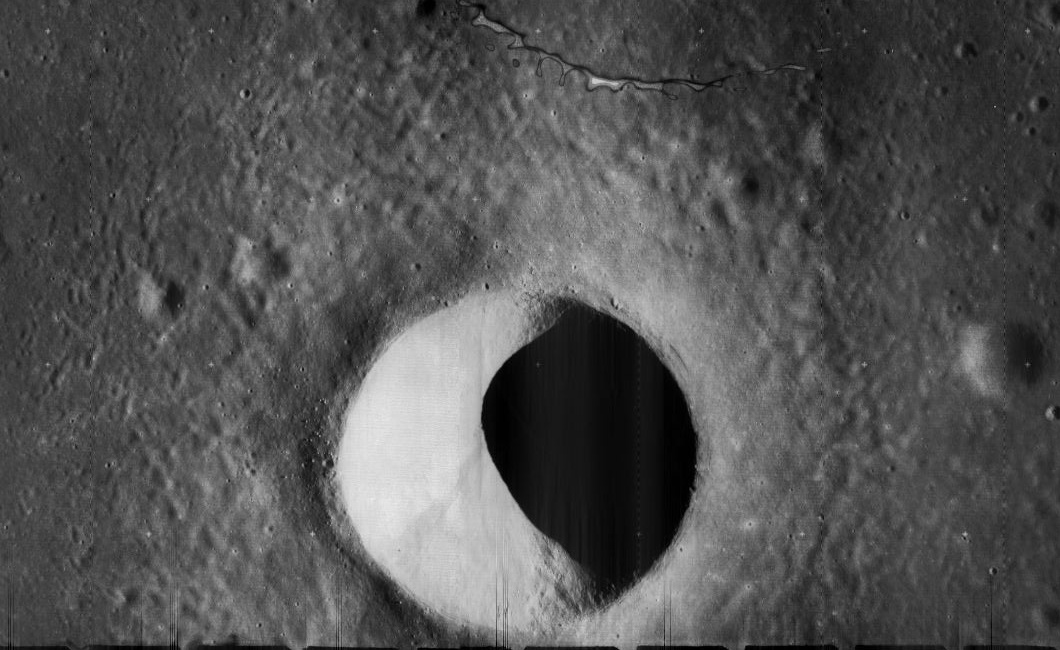
月球轨道器5号拍摄的高分辨率图像

该陨坑西北毗邻小陨坑艾德林环形山、北面靠近柯林斯环形山、阿姆斯特朗环形山位于它的东北偏北、东南和西南偏南分别为托里切利陨石坑和希帕提娅陨石坑。此外，毛奇陨石坑的东南坐落着狂暴湾、而往南不远则横亘着希帕提娅月溪。该陨坑中心月面坐标为0°35′S 24°10′E / 0.59°S 24.16°E，直径6.2公里，深度约1.3公里。
毛奇陨石坑是一座被高反照率溅射物环绕的碗状小撞击坑。坑壁边缘清晰、尖峭，平均平均高出周边地形220米，内部容积约有9公里³。形态特征隶属于「ALC 型」（以该类陨坑的典型代表——卫星坑「阿尔巴塔尼 C」所命名）。
毛奇陨石坑是是曾记录到在月食期间发生温度异常的陨坑之一，其原因是这些陨石坑的地质龄较短，尚不足以形成能提供隔热效果的表岩屑层。
1969年7月20日，阿波罗11号「鹰」号登月舱成功降落在距该陨坑东北50公里的地方，其月面坐标为0°40′27″N 23°28′23″E / 0.67408°N 23.47297°E。

## 卫星陨石坑
按惯例，最靠近毛奇陨石坑的卫星坑在月图上以字母标注在该坑中心点的旁边

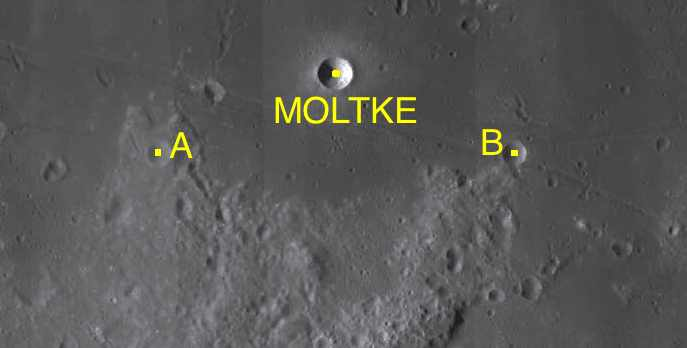
LAC-78 区域图

| 毛奇 | 纬度   | 经度    | 直径   |
| ---- | ------ | ------- | ------ |
| A    | 1.0° S | 23.2° E | 4 公里 |
| B    | 1.0° S | 25.2° E | 5 公里 |

## 另请参阅
- Andersson, L. E.; Whitaker, E. A. . NASA RP-1097. 1982.
- Blue, Jennifer. . USGS. July 25, 2007  [2007-08-05]. （原始内容存档于2012-04-08）.
- Bussey, B.; Spudis, P. . New York: Cambridge University Press. 2004. ISBN 978-0-521-81528-4.
- Cocks, Elijah E.; Cocks, Josiah C. . Tudor Publishers. 1995. ISBN 978-0-936389-27-1.
- McDowell, Jonathan. . Jonathan's Space Report. July 15, 2007  [2007-10-24]. （原始内容存档于2012-05-26）.
- Menzel, D. H.; Minnaert, M.; Levin, B.; Dollfus, A.; Bell, B. . Space Science Reviews. 1971, 12 (2): 136–186. Bibcode:1971SSRv...12..136M. doi:10.1007/BF00171763.
- Moore, Patrick. . Sterling Publishing Co. 2001. ISBN 978-0-304-35469-6.
- Price, Fred W. . Cambridge University Press. 1988. ISBN 978-0-521-33500-3.
- Rükl, Antonín. . Kalmbach Books. 1990. ISBN 978-0-913135-17-4.
- Webb, Rev. T. W.  6th revised. Dover. 1962. ISBN 978-0-486-20917-3.
- Whitaker, Ewen A. . Cambridge University Press. 1999. ISBN 978-0-521-62248-6.
- Wlasuk, Peter T. . Springer. 2000. ISBN 978-1-85233-193-1.